# Druckwasserwerk

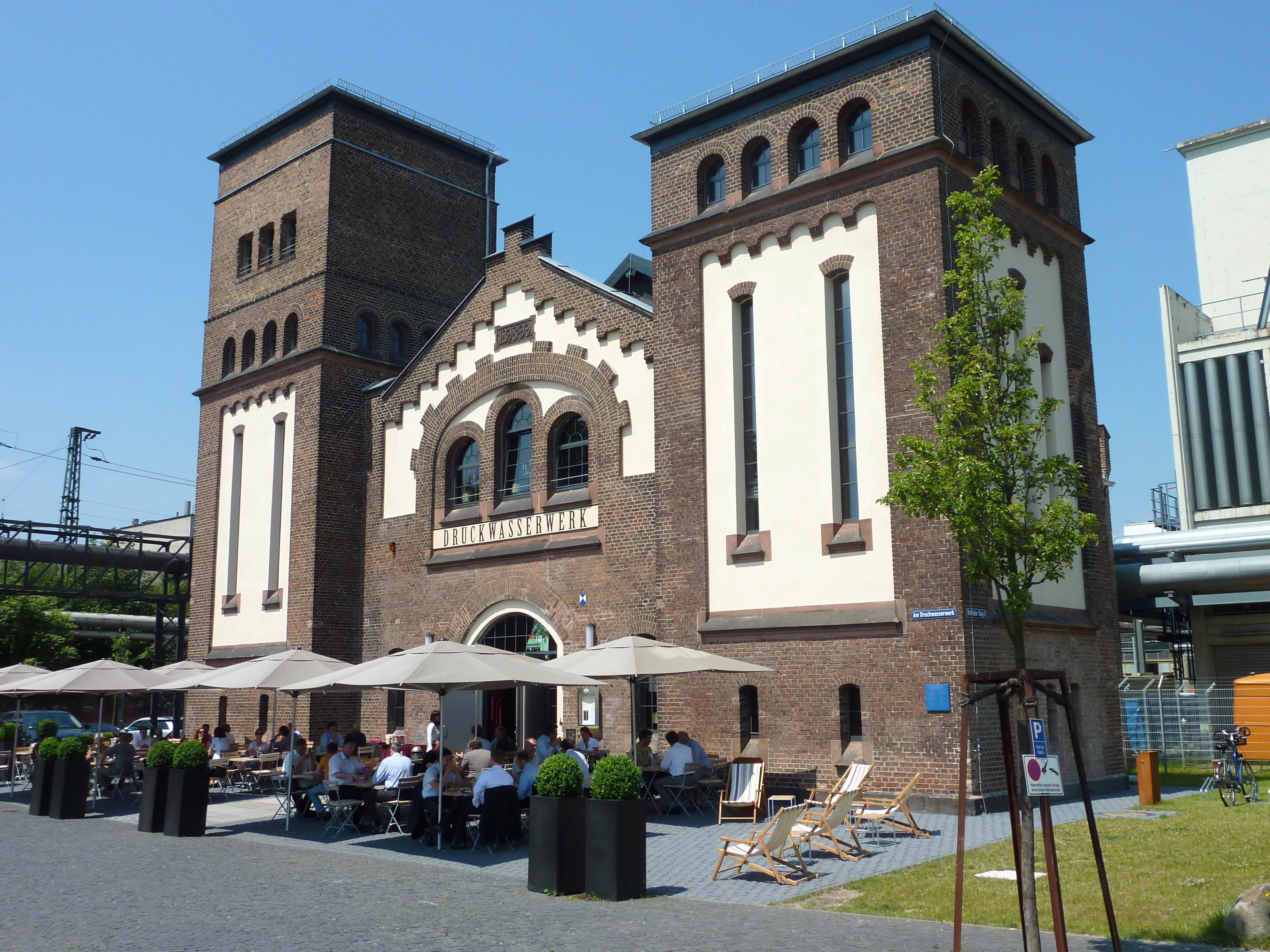
Druckwasserwerk am Frankfurter Westhafen mit Gastronomiebetrieb

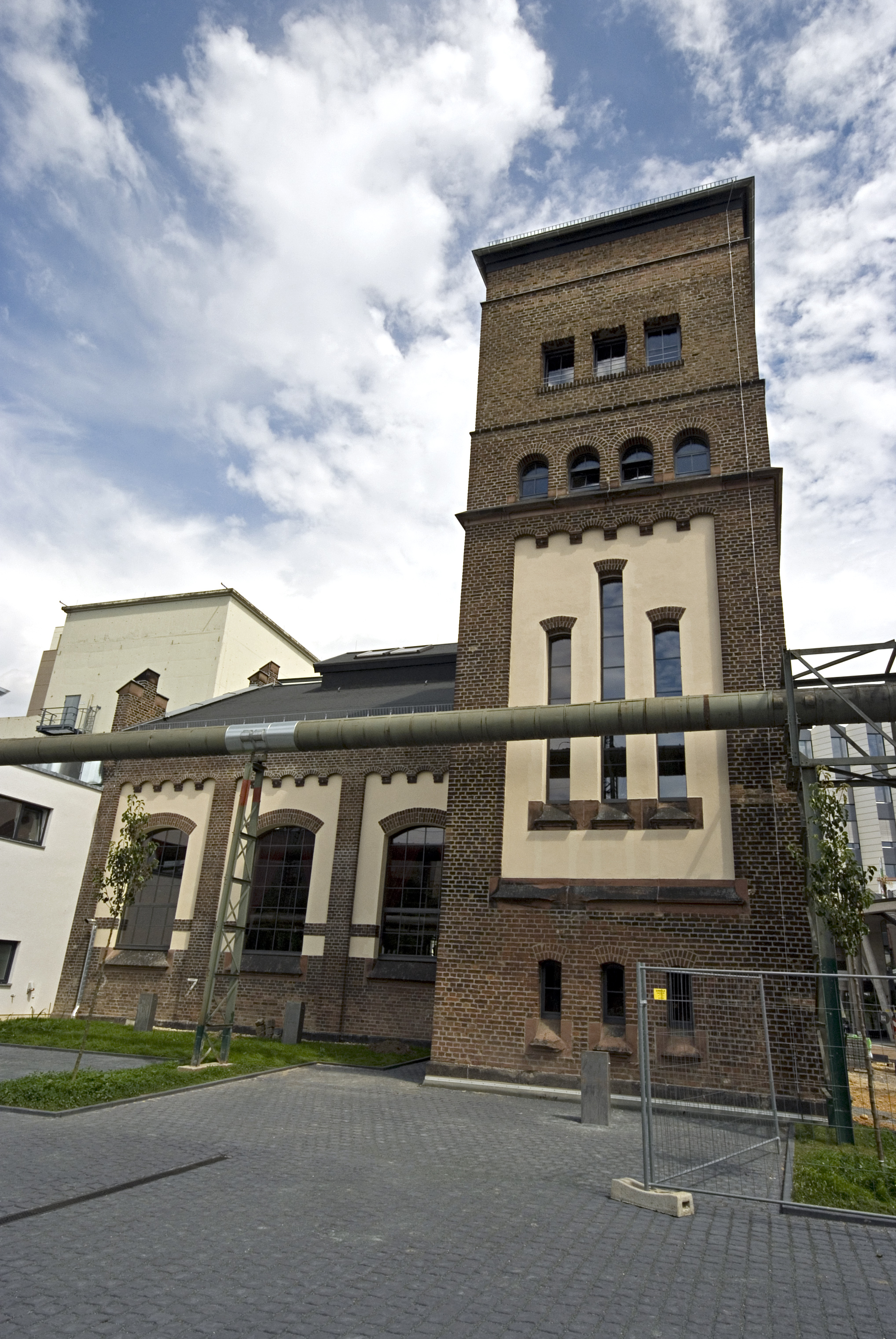
Druckwasserwerk am Frankfurter Westhafen

Das Druckwasserwerk am Frankfurter Westhafen diente zur Versorgung der hydraulischen Antriebe (u. a. Wassermotoren) der Hafenanlagen. Das neuromanische Maschinenhaus mit zwei flankierenden Türmen wurde 1886 bis 1888 in Ziegelmauerwerk erbaut und erhielt seine heutige Gestalt in den Jahren 1898 bis 1899.
Um 1960 wurden die technischen Einrichtungen stillgelegt. Im Rahmen der Konversion des ehemaligen Hafengeländes zu einem neuen Geschäfts- und Wohnviertel wurde das ehemalige Druckwasserwerk renoviert. Es steht unter Denkmalschutz und ist Teil der Route der Industriekultur Rhein-Main. Seit Juni 2009 beherbergt es eine Gaststätte.

## Technik
Zwei Dampfmaschinen von je 50 HP, zusammen rund 74 kW, und zwei Hydraulikpumpen speisten pro Sekunde 13,5 Liter Wasser mit einem Druck von 50 Atmosphären in das Leitungsnetz des Hafens ein. Die Hauptdruckrohrleitung hatte 150 Millimeter Nennweite. Sie führte als Ringleitung entlang des nördlichen Hafenkais von der Staatseisenbahnbrücke – ab 1891 Wilhelmsbrücke – zur Main-Neckar-Brücke, ab 1891 auch über beide Brücken und entlang des Südufers. Zwei Druckwasser-Akkumulatoren von je 690 Litern Fassungsvermögen im Druckwasserwerk und am südlichen Brückenkopf der Wilhelmsbrücke besorgten den Druckausgleich.
Eine weitere Rohrleitung von 80 Millimeter Durchmesser führte über die Südmole des Westhafens. In den Ringleitungen saßen in Abständen von jeweils 12 Metern insgesamt 183 Druckwasserhydranten zur Versorgung der hydraulischen Antriebe. Das genügte, um neben den elf hydraulischen Ladekränen – davon fünf am Südufer – mit einer Hebekraft von je 1500 Kilogramm auch die Spillanlage mit sechs hydraulischen Winden zum Verholen der Schiffe und zum Rangieren der Güterwaggons, mehrere Schiebebühnen, Aufzüge in den Lagerhäusern sowie einen fahrbaren Getreideelevator anzutreiben. Der Elevator förderte bis zu 36 Tonnen Getreide pro Stunde über mehr als 9 Meter aus dem Laderaum eines Schiffes und über eine eingebaute automatische Waage zur Absackanlage. Über ebenfalls hydraulische angetriebene Förderbänder gelangte das Ladegut von den Kaianlagen in die Lagerhäuser.
Der ausschließliche Einsatz hydraulischer Antriebe war zwar aufwendig, hatte aber gegenüber den damals gebräuchlichen Antrieben durch stationäre Dampfmaschinen und Transmissionen den Vorteil größerer Feuersicherheit. 
Eine Besonderheit waren die beiden hydraulischen Hebebühnen unterhalb der Wilhelmsbrücke. Zwischen den die Brücke überquerenden Gleisen der preußischen Staatsbahn und den im rechten Winkel dazu am Hafen entlangführenden Gleisen der Städtischen Verbindungsbahn bestand ein Höhenunterschied von 5,50 Metern. Die Hubvorrichtungen konnten die bis zu 18 Tonnen schweren Güterwagen in sechs Minuten heben bzw. senken. Die Waggons mussten auf einer Drehscheibe um 90 Grad gedreht werden, damit sie von einer Bahn zur anderen wechseln konnten. Wegen des aufwendigen Betriebsverfahrens und der geringen Kapazität von 20 Wagen pro Stunde waren die Hubvorrichtungen nur wenige Jahre in Betrieb.